# ويليام أ. لاك
ويليام أ. لاك هو قاضي ومحامي وسياسي أمريكي، ولد في 6 يناير 1808، وتوفي في 15 أكتوبر 1861. انتخب عضو مجلس النواب الأمريكي ‏.